# Santa Maria (Monteleone d’Orvieto)
Santa Maria ist eine Fraktion (italienisch frazione) der italienischen Gemeinde Monteleone d’Orvieto in der Provinz Terni, Region Umbrien.

## Geografie
Der Ort liegt etwa 3 km südwestlich des Hauptortes Monteleone d’Orvieto, etwa 60 km nordwestlich der Provinzhauptstadt Terni und etwa 35 km südwestlich der Regionalhauptstadt Perugia. Er liegt bei 254 m s.l.m. und hatte 2011 etwa 600 Einwohner. 2011 waren es 576 Einwohner.
Nächstgelegene Orte sind San Lorenzo (etwa 2 km nordöstlich), Colle (etwa 1 km nordöstlich, beide ebenfalls Ortsteile von Monteleone d’Orvieto) und Fabro Scalo (etwa 2 km südlich, Ortsteil von Fabro). Der Chianakanal fließt etwa 1 km westlich.

## Beschreibung

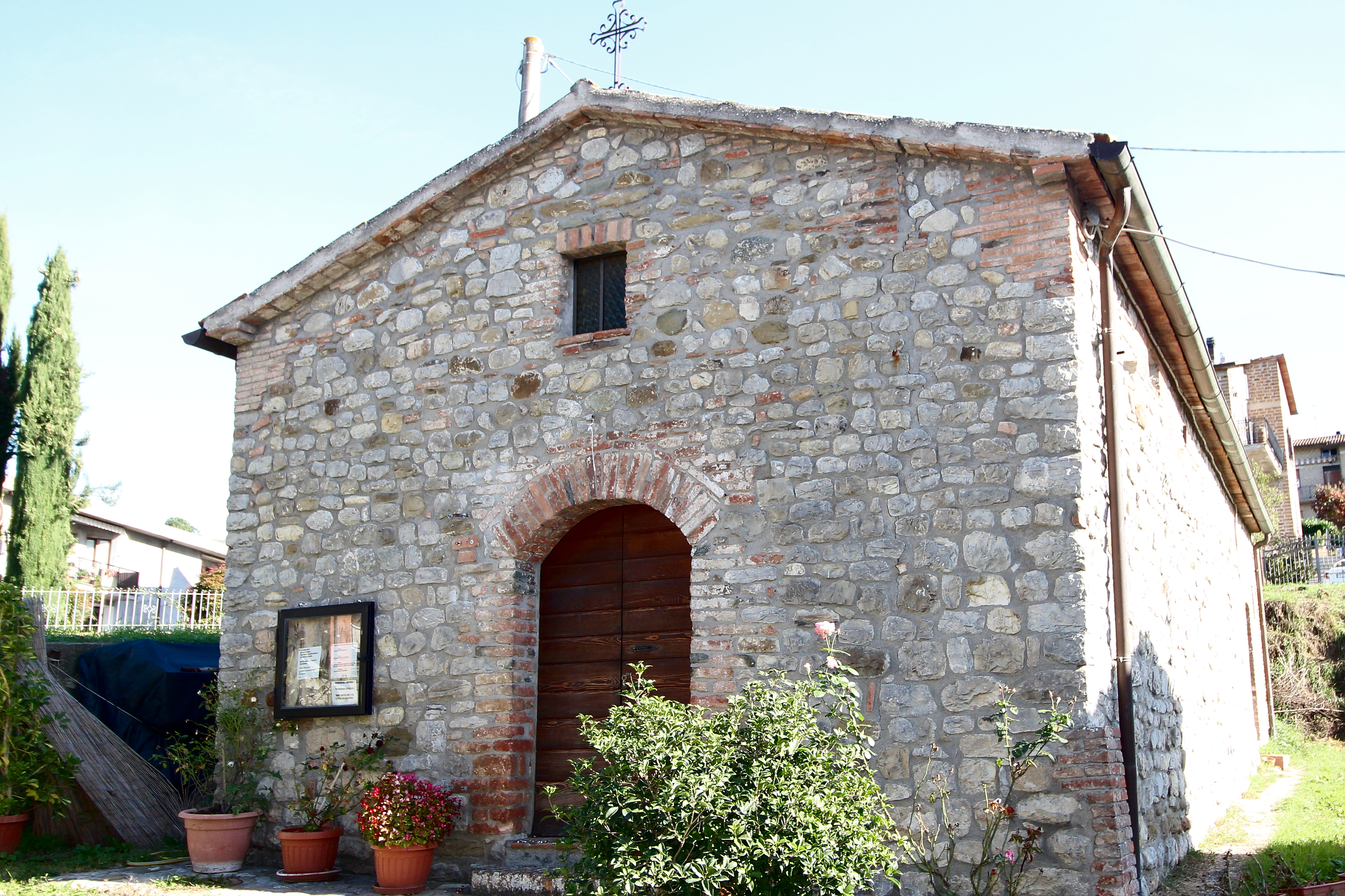
Die Kirche Santa Maria Maddalena

Im Ort wurden 1989 eine Ziegelei und Gräber aus dem 1.-2. Jahrhundert gefunden. Die Kirche Santa Maria Maddalena, die im Erzbistum Perugia-Città della Pieve liegt, entstand um das Jahr 1500 und liegt im unteren Ortskern an der Straße nach Carnaiola. Ihr früherer Name war Santa Maria del Borgo.

## Verkehr
- Durch den Ort geht die Strada statale 71 Umbro-Casentinese-Romagnola.
- Nächstgelegener Anschluss an den Fernverkehr ist die Anschlussstelle Fabro an der A1, etwa 3 km südwestlich gelegen.
- Der nächstgelegene Bahnhof liegt in Fabro Scalo, etwa 2,5 km südlich. Der Fabro/Ficulle genannte Bahnhof liegt an der Bahnstrecke Florenz–Rom.